# Attilio Canzini

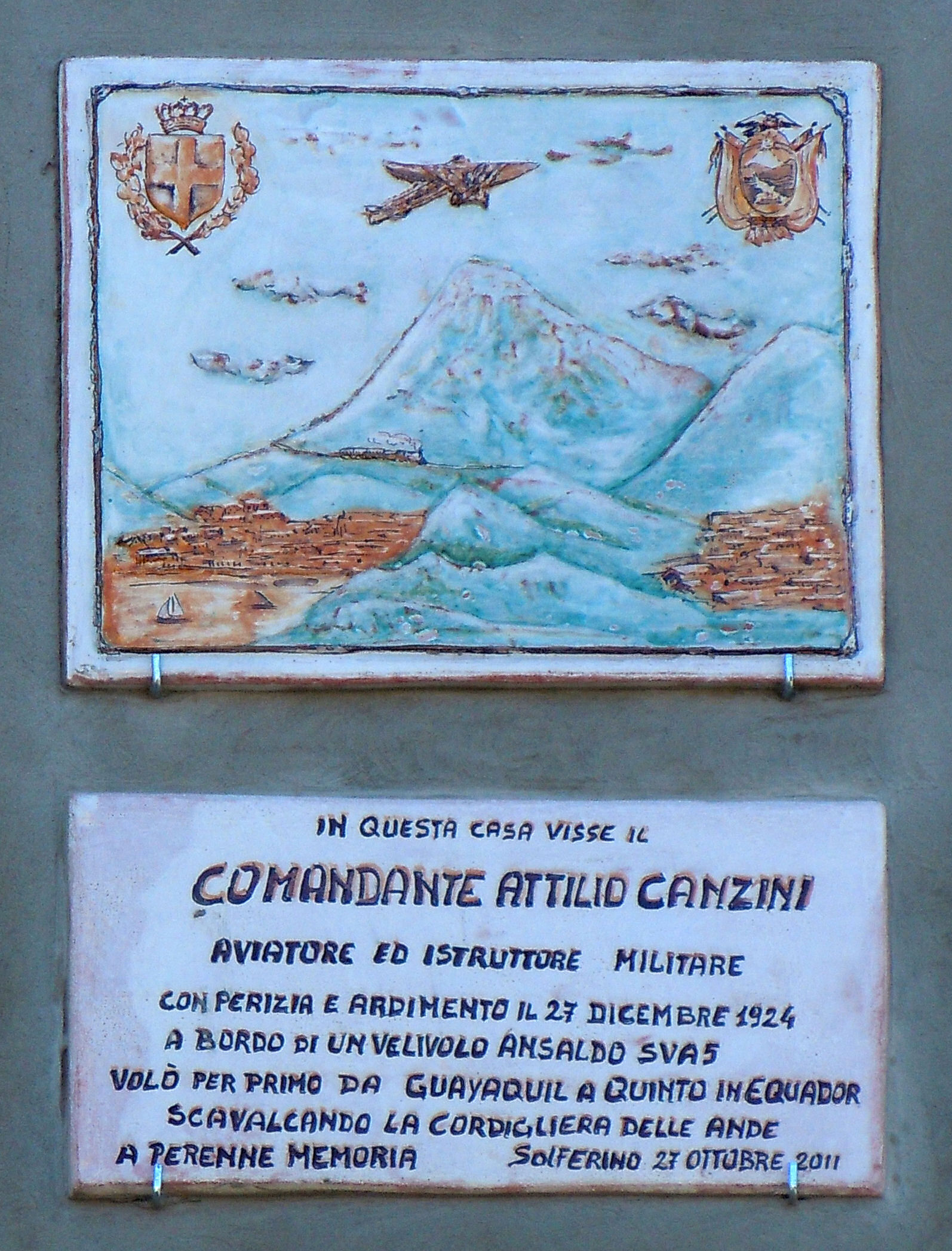
Solferino, targa commemorativa sulla casa dell'aviatore Attilio Canzini.

Attilio Canzini (Solferino, 1895 – 1985) è stato un aviatore italiano, per primo a volare sopra le Ande.

## Biografia
Attilio Canzini fu un aviatore nella prima guerra mondiale dal marzo 1917 come Sergente pilota nella 131ª Squadriglia ed istruttore pilota al termine del conflitto. Partecipò alla Guerra d'Etiopia ed alla seconda guerra mondiale.
Fu inviato in Ecuador con lo scopo di addestrare personale militare ecuadoriano alla nuova disciplina del volo formando piloti specialisti. Preparò un velivolo Ansaldo SVA 5 nel tentativo di superare la cordigliera delle Ande con lo scopo di recapitare la posta da Guayaquil alla capitale Quito con un servizio aereo diretto, anziché con il treno. Il 27 ottobre 1924 decollò dal campo di El Condor e volando ad altezza di 4 800 metri atterrò dopo circa due ore  sul campo di Inaquito, presso la capitale Quito.
Fu il primo aviatore ad aver compiuto questa impresa, già tentata da altri senza successo.